# Synagoge (Gissigheim)

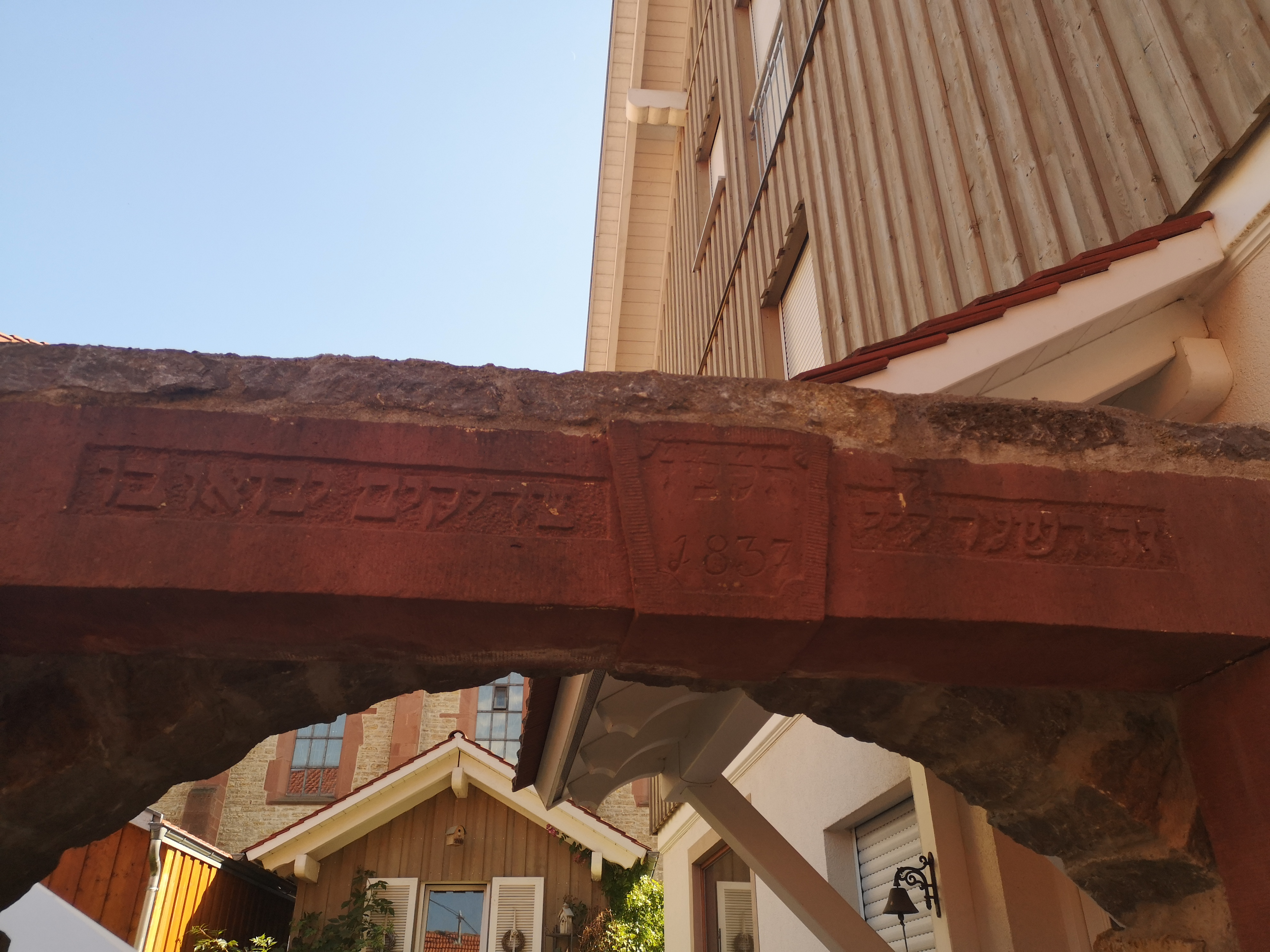
Rest der ehemaligen Synagoge in Gissigheim

Die ehemalige Synagoge in Gissigheim ein Ortsteil von Königheim im Main-Tauber-Kreis wurde im Jahr 1837 errichtet.

## Geschichte
Im Jahr 1617 wird zum ersten Mal eine „Judenschule“ erwähnt, die vermutlich ein Betsaal in einem Privathaus war. Die Juden aus dem Nachbarort Königheim besuchten die Synagoge in Gissigheim von etwa 1675 bis 1726. Nach 1626 fingen die Mitglieder der jüdischen Gemeinde Königheim wieder an, eigene Gottesdienste zu feiern und holten sich dazu den Vorsänger aus Gissigheim. Für die Benutzung der Synagoge mussten die Juden damals fünf Gulden bezahlen. Es lebten damals 21 jüdische Familien in Gissigheim. Wo genau sich die Synagoge befand, ist nicht bekannt, allerdings wird vermutet, dass es einen Betsaal in einem jüdischen Privathaus gab. Bis 1894 diente eine im Jahre 1837 neu erbaute Synagoge als Gotteshaus. Nach ihrer Schließung besuchten die Bewohner die Königheimer Synagoge. Das Gebäude, an dem eine hebräische Inschrift erhalten ist, wurde als Wohnhaus umgebaut.